# آنادولو ایسوزو
آنادولو ایسوزو (به انگلیسی: Anadolu Isuzu) شرکت خودروسازی ترکیه‌ای است، که در زمینه تولید مونتاژ وانت، کامیون، اتوبوس و مینی‌بوس فعالیت می‌کند.
شرکت آنادولو ایسوزو در سال ۱۹۸۴ از مشارکت انتفاعی گروه آنادولو و ۲ شرکت ژاپنی ایتاچو و ایسوزو تأسیس شد و در حال حاضر محصولات خود را در ۱۵ کشور اروپایی عرضه می‌کند.
دفتر مرکزی این شرکت در شهر استانبول، ترکیه قرار دارد و بخشی از سهام آن در بازار بورس استانبول معامله می‌شود.